# Бирин, Андрей Александрович
Андре́й Алекса́ндрович Би́рин (род. 31 мая 1981, Ленинград) — российский актёр театра и кино, актёр дубляжа и озвучки, певец, ведущий и стример.

## Биография

### Ранние годы
Андрей Бирин родился 31 мая 1981 года в Ленинграде. Там же Андрей учился в музыкальной школе, специализировался по классу ударных и хора. Кроме этого, какое-то время занимался в кружке фигурного катания. Сменил пять школ.
С детского возраста участвовал в радиопостановках, работал в детском радиотеатре «Радуга». В 1995 году начал работать в детском театре «Студия „Вообрази“». Через три года переехал в Москву и поступил в МХАТ, в мастерскую Олега Табакова и Михаила Лобанова. Обучение в МХАТе актёр окончил в 2002 году.

### Личная жизнь
В юности встречался с дочерью Николая Фоменко, Екатериной.
В 2010-м году сделал предложение Ксении Сафроновой на сцене после мюзикла «Mamma Mia!». Свадьба не состоялась.
С 2014-го года женат на Дарье Бириной

### Карьера
С 2006-го года исполняет ведущие партии в российских мюзиклах. Работал в постановках компаний Stage Entertainment, Московского театра оперетты, Театра Мюзикла, компании «Бродвей Москва».
Как сольный артист активно сотрудничал с продюсером Игорем Портным, принимал участие в шоу-программах «Звезды Бродвея», «Галактика Бродвей» и международном проекте «The Moscow Four».
В 2014-м году в рамках юбилейного 25-го фестиваля творчества детей с ограниченными возможностями здоровья принял участие в постановке мюзикла «Бременские музыканты» на сцене концертного зала Россия вместе с Сергеем Белоголовцевым (Сыщик), Олегом Лицкевичем (Осел) и Ариной Маракулиной (Принцесса). Остальные роли в постановке исполняли учащиеся коррекционных школ.
С 2016-го года занимается сольной концертной деятельностью.
Артист принимал участие в многочисленных концертных программах, в том числе: «Спокойной ночи, малыши!», «Волшебное созвездие Disney», «День невест», «Московскому Театру Оперетты — 90», «Территория мюзикла», «Романтика романса», «NeoClassic» (в качестве ведущего), киноконцерты Disney «Красавица и Чудовище».
Участвует в концертах и фестивалях в Дни города. Принимал участие в 2012-м году  в концертах Театра мюзикла (ведущий, исполнитель) и Stage Entertament (исполнитель) на сцене «Московский Бродвей», в 2013-м на праздничном концерте вЗеленогорске, в 2018-м году на площадках фестиваля «Цветочный джем».
В 2015-м году принял участие в специальном показе мюзикла «Красавица и Чудовище» для детей-аутистов во Всемирный день распространения информации об этом заболевании
В 2017-м году принял участие в записи официального диска мюзикла «Бал вампиров».
Регулярно проводит сольные концерты: 
- 25 марта 2016[26],
- 4 июня 2016 — «Андрей Бирин + ВИА "Баянист. Услуги. Тамада»,
- 3 июня 2017 — «Андрей Бирин + ВИА "Баянист. Услуги. Тамада»,
- 6 марта 2018 — #биринконцерт[27][28],
- 3 июня 2018 — #биринконцерт «Мне тридцать семь! Начало в семь!»[29],
- 11 октября 2018 — #биринакустика[30],
- 11 января 2019 — «Большой новогодний #биринконцерт»[31],
- 8 марта 2019 — #биринакустика[32][33],
- 1 июня 2019 — #биринконцерт «Happy birthday to me»[34],
- 17 октября 2019 — #биринакустика[35],
- 4 января 2020 — #биринконцерт «Жаркий. Зимний. Твой»[36],
- 5 июня 2021 — #БирБахОффлайн,
- 17 декабря 2021 — «Квартирник в лесу»,
- 29 января 2022 — «Бичман и Мирин против всех»,
- 27 мая 2022 — «Переживу»,
- 14 июля 2022 — #концертвит

Среди гостей концертов в разные годы были коллеги Андрея: Елена Бахтиярова, Агата Вавилова, Елена Газаева, Сергей Ли, Игорь Балалаев, Вадим Мичман, Юлия Чуракова, Адам Маскин, Дарья Январина, Ирина Вершкова, Софико Кардава, Мария Иващенко, Дмитрий Савин, Дарья Бирина, Антон Круглов, Елена Ханпира, Дарья Бурлюкало, Ярослав Баярунас. и другие.
Принимал участие в фестивалях «Comic Con Russia» (2018-й год) и ежегодном «Фестивале мюзикла X» (с 2019 года).
На фестивале «Амурская осень-2019» вместе с мюзиклом «Лабиринты сна», где исполнял роль Шляпника, получил гран-при фестиваля в номинации «Лучший спектакль года».
С 2019-го года ведущий шоу «Караоке-драйв» для журнала Maxim.
В марте 2020-го года по инициативе Андрея Бирина в Москве состоялся концерт и творческий вечер французского актёра мюзиклов Лорана Бана (Laurent Bàn).
С 2020-го года занимается записью аудиокниг.
В 2020-м году создал проект #артистытожелюди — серию интервью с со звездами российских мюзиклов, который проходит онлайн в формате стримов и офлайн в формате квартирников. 
С 2021-го года совместно с продюсером Лилией Фаизовой ведет цикл стримов-интервью «Stage Door» c ведущими представителями различных профессий театрального закулисья.
Был приглашен в жюри IV и VI Ежегодной международной премии в области искусства «Браво, артист!» — 2022-й, 2024-й гг. и в жюри VIII Международного фестиваля-конкурса детского, юношеского и взрослого творчества "ПЯТЫЙ ЭЛЕМЕНТ".
Стал одним из создателей и учредителей театра «Три стула», в рамках которого поставил караоке-мюзикла «Верона» собственного сочинения. Премьера состоялась 31 мая 2024-го года.

## Творческие работы

### Роли в театральных постановках и мюзиклах
- Амадей» — спектакль театра МХТ им. А. П. Чехова
- «Комната смеха» — спектакль театра-студии п/р Олега Табакова
- «Билокси блюз» — спектакль театра-студии п/р Олега Табакова
- 2002—2006 — мюзикл «Иствикские ведьмы» — Майкл
- 2006—2008, 2012—2013 — «Мамма Миа» — мюзикл компании «Стейдж Энтертейнмент» — Скай
- 2008—2010, 2014—2015 — «Красавица и Чудовище» — мюзикл «Стейдж Энтертейнмент» — Люмьер, Гастон[54]
- 2010—2014 — мюзикл «Продюсеры» — Роджер де Бри
- 2010—2011 — Zorro (мюзикл) — Диего де ла Вега
- 2011—2015 — рок-опера «Бизнес и Небо» — Практический Театр Деловые люди — Деловой человек
- 2011—2013 — спектакль «Цокотуха не по-детски» в МОГТЮЗ — Комар
- 2012 — мюзикл «Времена не выбирают» в Театре мюзикла — Василий
- 2012 — мюзикл «Я — Эдмон Дантес» в Театриум на Серпуховке «Я — Эдмон Дантес» — Молодой Данглар / Эжени
- 2013—2014 — мюзикл «Аладдин и тайна волшебной лампы» — театр «На Моховой» — Аладдин
- 2014 — мюзикл «Бременские музыканты» — КЗ «Россия» — Король[11]
- 2016—2017 — музыкальный спектакль «Почему бы нет?!» в МОГТЮЗ — Николай (в юности)[55]
- 2016—2017 — спектакль «Первая любовь» в МОГТЮЗ — Малевский[56]
- 2016—2017 — мюзикл «Бал вампиров» — мюзикл «Стейдж Энтертейнмент» — профессор[57]
- 2016 — н.в. — мюзикл «Анна Каренина»  — театр Оперетты — распорядитель[58]
- 2017—2018 — мюзикл «Привидение» — «Стейдж Энтертейнмент» — Сэм Уит[59]
- 2018—2021 — мюзикл «Последнее испытание» — Creative lab STAIRWAY — Рейстлин[60]
- 2018—2019 — мюзикл «Лабиринты сна» — Шляпник, Гусеница, Кролик
- 2019—2020 — мюзикл «Хрустальное сердце» — Арчибальд[61]
- 2019—2021 — моноспектакль «С любовью, Эдит Пиаф» — Марсель Сердан, Луи Баррье
- 2020 — мюзикл «Новогодний мюзикл» (режиссёр Алексей Франдетти) —  Лео Блум
- 2021 — мюзикл «Школьная история» — Учитель-новатор
- 2021 — мюзикл «Мертвая царевна» — Царь
- 2021 — цирковой мюзикл «Изумрудный город» — Железный дровосек, Страшила, Гудвин
- 2021 — цирковой мюзикл «Заколдованный принц» — Солдат
- 2021 — н.в. — мюзикл «Граф Орлов» — театр Оперетты — Князь Голицын
- 2022 — н.в. — мюзикл «Монте-Кристо» — театр Оперетты — Аббат Фариа
- 2022 — 2023 — рок-опера «Финрод» — театр «Этериус» — Берен
- 2022 — н.в. — мюзикл «Первое свидание» — компания «Бродвей Москва» — Гейб
- 2022 — н.в. — мюзикл «День влюбленных» — компания «Бродвей Москва» — Джек
- 2022 — н.в. — рок-опера «КарамазоВЫ» — «Артель Александра Рагулина» — Смердяков
- 2022 — мюзикл «Сон у Красной горы» — театр «Этериус» — Неревар
- 2022 — 2024 — мюзикл «Ничего не бойся, я с тобой» — компания «Бродвей Москва» — Журналист
- 2023 — мюзикл «Последнее испытание»  — театр «Этериус»  — Рейстлин
- 2024 — н.в. — караоке-мюзикл  «Верона»  — театр «Три стула»  — автор, режиссёр и исполнитель ролей нескольких персонажей[53]
- 2024 — н.в. — мюзикл «Служебные страсти или любовь по графику»  — театральная компания Гром. Ко — Самохвалов[62]
- 2024 — н.в. — мюзикл «Последняя сказка» — компания «Бродвей Москва» — Али-Баба[63]
- 2025 — н.в. — рок-опера «Преступление и наказание» — Театр Мюзикла — Аркадий Иванович Свидригайлов

### Фильмография
- 2007 — Бегущая по волнам — Грэм — главная роль
- 2008 — Блаженная — Прохоров в юности
- 2008 — Стиляги — вокальные партии Антона Шагина
- 2011 — Девичья охота — Василий, хакер
- 2012 — Дикий 3 — Йохан Гастармафия
- 2013 — Сваты 6 — Джек, англичанин
- 2015 — Фантазия белых ночей — Юрий Селезнёв
- 2016 — Осиное гнездо — Дмитрий Карташёв, телеведущий
- 2018 — Жестокий мир мужчин — Английский чиновник
- 2021 — Сваты 7 — Джек, англичанин

### Озвучивание
- 2013 — Сваты 6 — Евгений Молчанов (Актёр — Александр Гаврилюк)
- 2015 — Иннокентий Смоктуновский. Пророчество для гения — голос рассказчика[64]
- 2015 — Алиса знает, что делать! — Жане (19 серия)

### Закадровое исполнение песен
- 1985 — 1991 — Приключения мишек Гамми — исполняет вступительную песню (дубляж студии «Пифагор», 2009 год)[64]
- 1994 — 1998 — Серебряный конь — исполняет вступительную песню (дубляж студии «Пифагор», 2007 год)[64]
- 2005 — Покемон: Новое сражение — исполняет вступительную песню[64]
- 2008 — 2014 — Лентяево — вокал (3 и 4 сезоны)[64]
- 2010 — Рапунцель: Запутанная история — Флинн Райдер — вокал[64]
- 2010 — 2015 — Финес и Ферб — вокал[64]
- 2011 — Кид vs. Кэт — вокал (песня из 6 серии 2-го сезона)[64]
- 2012 — 2022 — Монстры на каникулах — вокал[64]
- 2013 — Сваты 6 — вокал[64]
- 2014 — По ту сторону изгороди — вокал[64]-
- 2014 — 2019 — Доктор Плюшева — вокал[64]
- 2014 — 2016 — 7 гномов — вокал[64]
- 2015 — 2017 — Герои в масках — вокал, исполняет вступительную песню[64]
- 2015 — 2017 — Голди и Мишка — вокал[64]
- 2016 — 2019 — Закон Мёрфи — вокал[64]
- 2017 — Удивительная Ви — вокал[64]
- 2019 — ПУПС: Поставка Уникальных Подарков Семьям — вокал[64]
- 2022 — Призрак и Молли Макги — вокал[64]
- 2025 — Пираты опасного моря: Капитан Клык — вокал[64]

### Дубляж
- 1998 — Покахонтас 2: Путешествие в Новый Свет — Джон Рольф (дубляж студии «Невафильм», 2012 год)[64]
- 2001 — Леди и Бродяга 2: Приключения Шалуна — Шалун (дубляж студии «Пифагор», 2011 год)[64]
- 2006 — Лис и Пёс 2 — Уэйлон (дубляж студии «Пифагор», 2011 год)[64]
- 2006 — Красотки в молоке — Джексон Мид[64]
- 2010 — Повелитель стихий — командир Чжао[64]
- 2013 — Холодное сердце — Кристофф[64]
- 2015 — Холодное торжество — Кристофф[65]
- 2017 — Олаф и холодное приключение — Кристофф[66]
- 2017 — Красавица и Чудовище — Чудовище / принц Адам[64]
- 2018 — Смолфут — Перси Паттерсон[67]
- 2019 — Оно 2 — Стэнли Урис[68]
- 2019 — Холодное сердце 2 — Кристофф и олень Свэн[69]
- 2021 — Центральный парк — Гриффин (сезон 1), Лесли Поттергрейв (сезон 2)[70]
- 2021 — Привет, Джек! — Джек[71]
- 2022 — Барби. Друзья навсегда — Кел Робертс[64]

## Телевидение
Вместе с Натальей Быстровой — участвовал в передачах «Русское лото» и «Звезды против караоке». 
Принимал участие в передаче «Сто к одному» в 2008-м (с командой «Mamma Mia!»), 2009-м (c командой «Красавица и Чудовище», 2014-м (с командой «Парни из мюзикла») и 2019-м (с командой «Поющие актеры») годах.
В составе артистов мюзиклов «Mamma Mia!», «Красавица и Чудовище» и «Зорро» исполнил номера из этих мюзиклов на игре «Что? Где? Когда?» в 2006, 2008 и 2010-м годах.
Герой передачи «Истории в деталях».  
Участник выпусков о мюзикле «Mamma Mia!» на каналах Москва 24, «Живой звук».
Участник выпусков о мюзикле Зорро на каналах Россия 1, «Утро России» и НТВ, «Сегодня».  
О премьере Андрея Бирина в мюзикле «Продюссеры» рассказали в передаче «Наука 2.0: Новые технологии развлечений», выпуск от 11 февраля 2011 года.
На канале «Europa Plus TV» принял участие в передаче «Hot&Top» вместе с Анастасией Яценко и Ярославом Малым, выпуск от 27 ноября 2014-го года.
В выпусках передачи «Вечерний Ургант» 24 октября 2014 участвовал в презентации мюзикла «Красавица и Чудовище», 26 декабря 2014 участвовал в презентации ледового шоу «Аладдин и Повелитель огня».
На канале ТВЦ участвовал в новогоднем шоу «Новый год с доставкой на дом-2015».
18 мая 2018 года на канале «ОТР» в передаче «Календарь» представил мюзикл «Последнее испытание» вместе с Еленой Бахтияровой.

## Радио
«Эхо Москвы», 14 июля 2007 года — вместе с Наталией Быстровой гости программы «История одного города»
«Эхо Москвы», 20 декабря 2008 года — вместе с Наталией Быстровой и Игорем Ивановым гости программы «Какого черта»
«Маяк», 19 сентября 2010 года — в утреннем шоу «Парк культуры и отдыха» рассказ о премьере мюзикла «Зорро»
«Маяк», 30 октября 2010 года — в шоу «Разум и чувства» рассказ о современных мюзиклах
«Маяк», 29 октября 2012 года — в шоу «Валенки» представлен как любимец публики
«Русское радио», 19 октября 2018 года — в утреннем шоу «Русские Перцы» рассказ о дубляже мультфильма «Смоллфут»
«Страна FM», 13 декабря 2018 года — утренний эфир, Андрей Бирин и Евгения Туркова о мюзикле «Лабиринты сна»
«Europa Plus», 24 ноября 2019 года — в шоу Week & Star Андрей Бирин и Наталия Быстрова о дубляже мультфильма «Холодное сердце 2»